# Wahlen zum Repräsentantenhaus der Vereinigten Staaten 1928
Bei den Wahlen zum Repräsentantenhaus der Vereinigten Staaten 1928 wurden am 6. November 1928 die Abgeordneten des Repräsentantenhauses gewählt. Im Bundesstaat Maine fanden die Wahlen bereits am 10. September statt. Die Wahlen waren Teil der allgemeinen Wahlen zum 71. Kongress der Vereinigten Staaten in jenem Jahr, bei denen auch ein Drittel der US-Senatoren gewählt wurde. Gleichzeitig fand auch die Präsidentschaftswahl des Jahres 1928 statt, die der Republikaner Herbert Hoover gewann.
Zum Zeitpunkt der Wahlen bestanden die Vereinigten Staaten aus 48 Bundesstaaten. Die Zahl der zu wählenden Abgeordneten war 435.  Die Sitzverteilung basierte auf der Volkszählung von 1910. (Wegen fehlender politischer Mehrheiten wurde die eigentliche Anpassung nach den Zahlen der Volkszählung von 1920 nicht vorgenommen. Die nächste Anpassung erfolgte erst im Jahr 1932 mit den Daten der Volkszählung von 1930.)
Bei der Wahl gewannen die Republikaner 32 Sitze hinzu, während die Demokraten 30 Sitze verloren. Mit nunmehr 270 Sitzen konnten die Republikaner ihre absolute Mehrheit ausbauen. Der Grund für den Republikanischen Wahlsieg ist vor allem in der aufblühenden Wirtschaft zu sehen, die viele Amerikaner dieser Partei als Verdienst anrechneten. Auf der anderen Seite waren dieses Mal die Demokraten in sich über die Frage der Prohibition gespalten. Das vermittelte ein Bild der Uneinigkeit, von dem die Republikaner profitierten. Auch Alfred E. Smith, der als erster Katholik von den Demokraten zum Präsidentschaftskandidaten aufgestellt wurde, schreckte viele Anti-katholisch eingestellte Wähler ab und führte sie ins Republikanische Lager.
Vor allem in den Südstaaten war das Wahlrecht durch Gesetze eingeschränkt, die das Wahlrecht an ein bestimmtes Steueraufkommen knüpften. Dadurch wurden ärmere Weiße, vor allem aber viele Afro-Amerikaner vom Wahlrecht ausgeschlossen. Diese Einschränkungen galten bis zur Verabschiedung des 24. Zusatzartikel zur Verfassung der Vereinigten Staaten im Jahr 1964.

## Wahlergebnis
- Demokratische Partei 164 (194) Sitze
- Republikanische Partei 270 (238) Sitze
- Farmer Labor Party: 1 (2) Sitze
- Sonstige: 0 (1) Sitze

Gesamt: 435 (435)
In Klammern sind die Ergebnisse der letzten Wahl zwei Jahre zuvor. Veränderungen im Verlauf der Legislaturperiode, die nicht die Wahlen an sich betreffen, sind bei diesen Zahlen nicht berücksichtigt, werden aber im Artikel über den 71. Kongress im Abschnitt über die Mitglieder des Repräsentantenhauses bei den entsprechenden Namen der Abgeordneten vermerkt. Das Gleiche gilt für Wahlen in Staaten, die erst nach dem Beginn der Legislaturperiode der Union beitraten. Daher kommt es in den Quellen gelegentlich zu unterschiedlichen Angaben, da manchmal Veränderungen während der Legislaturperiode in die Zahlen eingearbeitet wurden und manchmal nicht.

## Weblink
- Party Divisions